# Telaio Jacquard

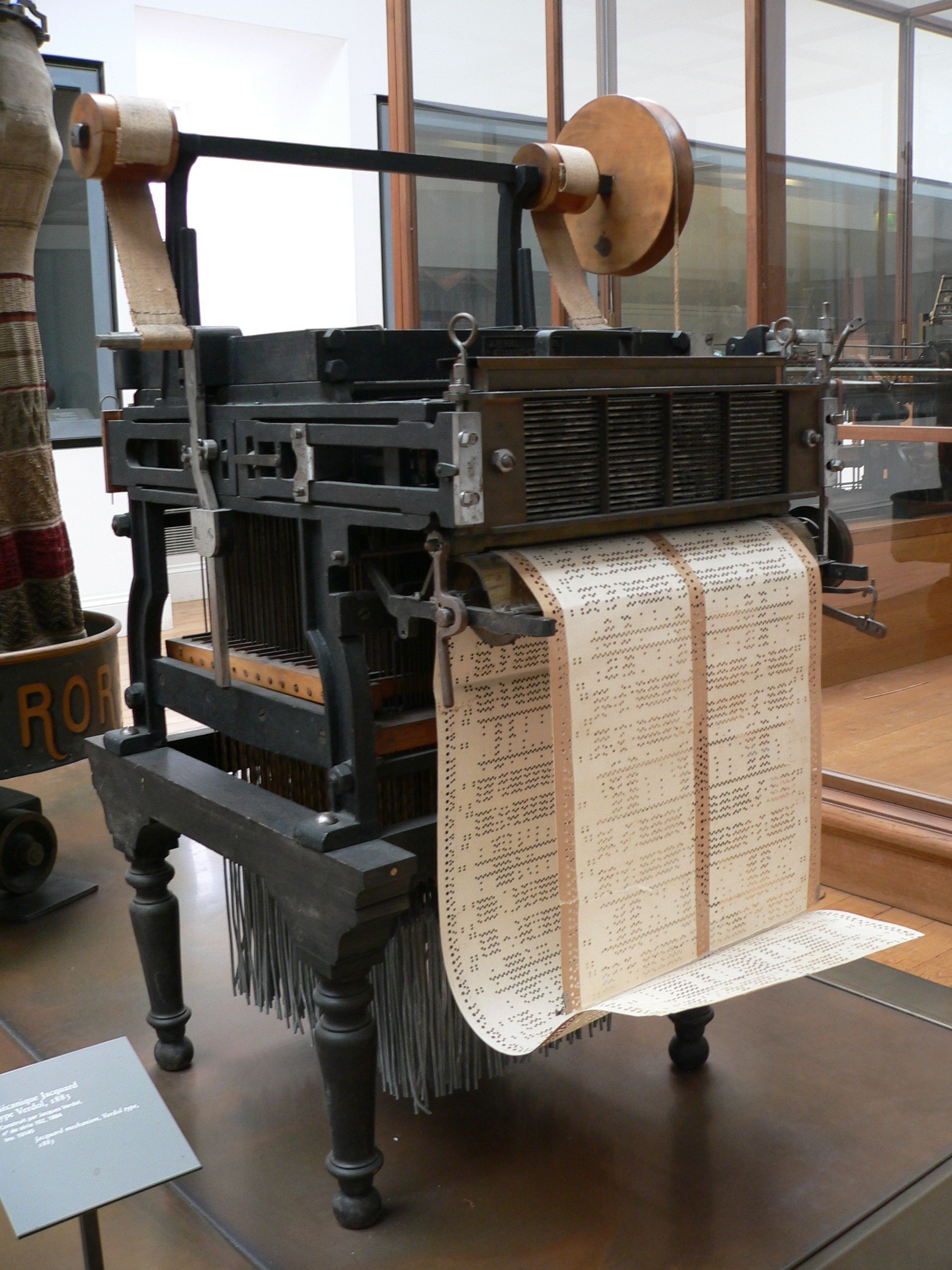
L'incastellatura con schede da applicare a un telaio

Il telaio Jacquard è un tipo di telaio per tessitura che ha la possibilità di eseguire disegni complessi. Si tratta di un normale telaio a cui si è aggiunto un macchinario che permette la movimentazione automatica dei singoli fili di ordito. Probabilmente la più importante invenzione nel campo dell'industria tessile, permette di produrre tessuti, anche molto complessi, con il lavoro di un solo tessitore. Per essere stata la prima applicazione ad aver utilizzato una scheda perforata, è considerato l'antenato del calcolatore.

## Il telaio Jacquard meccanico

### Storia
Inizialmente le innovazioni tessili riguardarono la tessitura e la filatura, con le invenzioni del 1733 (spoletta volante di John Kay), del 1764 (la giannetta), del 1778 (telaio idraulico e la "Mula"). Dal 1787 era nato il telaio meccanico, mosso dal motore a vapore. Il francese Joseph-Marie Jacquard presentò nel 1801 un congegno frutto dell'elaborazione di precedenti progetti (la tecnica degli aghi e dei cartoni perforati di Basile Bouchon e Jean Baptiste Falcon e il cilindro di Vaucanson) destinato a rivoluzionare la produzione tessile del XIX secolo. 
Venne a sostituire i telai al tiro  o a liccetti dove il tessitore era coadiuvato da un aiutante, spesso un ragazzo o bambino, che sollevava i licci tirando delle manopole poste su un lato del telaio.
La sua invenzione non fu inizialmente ben accolta dai tessitori per paura di perdere posti di lavoro, scatenò in Francia la rivolta dei Canuts (i tessitori di seta di Lione), ma si diffuse velocemente in tutta l'Europa.
In realtà il primo prototipo del telaio fu realizzato da un tessitore catanzarese nella seconda metà del quattrocento noto a Lione come Jean Le Calabrais, Giovanni il Calabrese. Egli fu invitato a corte da Luigi XI che aveva intenzione di impiantare la manifattura tessile di Lione. Il telaio destò grandi preoccupazioni nel mondo operaio dei tessitori francesi e fu boicottato in diverse occasioni ostacolandone la diffusione, per timore che facesse aumentare la disoccupazione nel settore tessile. Oggi un esemplare del telaio è custodito nel museo delle arti e dei mestieri a Parigi.

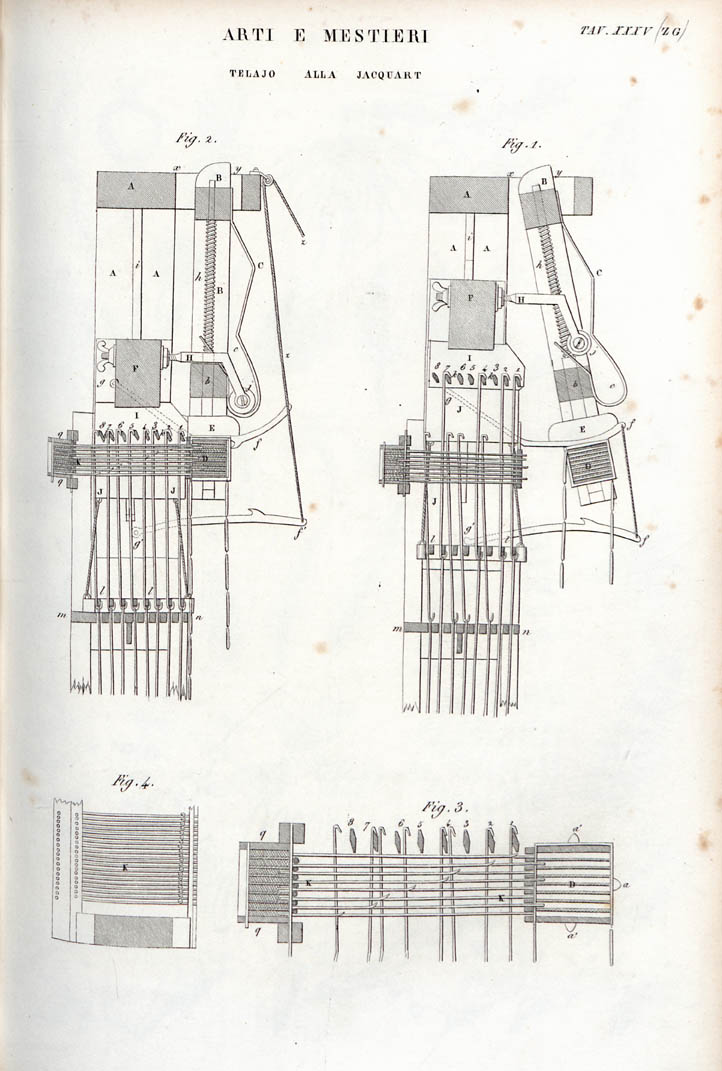
Telaio alla Jacquard in un disegno del 1849

Il francese Joseph Marie Jacquard studiò il telaio di Giovanni il Calabrese e lo perfezionò, trovando il modo per migliorare ulteriormente la realizzazione dei tessuti operati. Riuscì, poi, a brevettare la macchina tessile che da lui prese il nome.

### Struttura

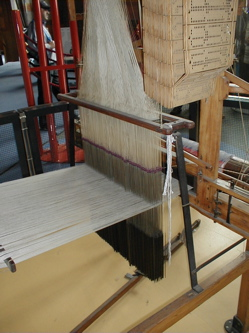
Le schede perforate (destra) e i licci

L'apparecchio è costituito da una struttura applicata sopra un telaio composta da un'incastellatura che regge: 
- un nastro formato da cartoni perforati
- una catena di trascinamento che fa avanzare i riquadri perforati
- una serie di contrappesi cilindrici collegati alle maglie dei licci.

### Funzionamento
Ogni filo di ordito passa in una maglia di liccio (a livello del piano di lavoro).
Ogni singola maglia di liccio è collegata, tramite una cordicella rinviata nel punto più alto, a un contrappeso cilindrico di sezione sottile (3–5 mm), inferiore comunque al diametro dei fori dei cartoni (in alto sopra il telaio). Quando i fori del cartone permettono ad alcuni contrappesi di cadere, perché trovano libero il loro posto, le maglie dei licci ad essi collegate fanno alzare i fili di ordito che passano nel loro foro. Si crea così un'apertura di passo con alzati solamente i fili necessari per eseguire un determinato disegno o armatura. Il tessitore introduce il filo di trama e batte con il pettine. Alla battuta successiva il cartone avanza di un riquadro e i contrappesi trovano differenti buchi aperti dove cadono alzando i fili che formeranno la riga successiva del disegno.
Rimane comunque un telaio manuale, il cambio della sequenza dei cartoni viene ottenuto dal tessitore azionando una leva o manopola, che collegata con corde, fa avanzare di un passo il meccanismo che porta un nuovo cartone sotto i contrappesi.
Per i tessuti operati che richiedono più orditi (velluto con disegni, broccato, gobelin), l'ordito di fondo ha la sua serie di licci (tradizionali), collegati ai pedali, che permettono la movimentazione dell'armatura di fondo (tela, saia o raso) che viene alternata con battute del disegno. Il tessitore alternerà battute di fondo, schiacciando i pedali, a battute di disegno, in cui saranno i cartoni forati ad alzare solamente i fili del disegno o del pelo nel caso del velluto.

## Il telaio Jacquard elettronico
I materiali oggi disponibili con le moderne tecnologie hanno permesso di ampliare notevolmente le possibilità di questo telaio, sia nelle dimensioni che nella velocità di lavoro. L'incremento nelle dimensioni riguarda sia la larghezza del tessuto che il numero dei singoli fili d'ordito controllati che sono arrivati a più di 10.000, questi numeri danno illimitate possibilità nella costruzione del disegno. L'incremento della velocità è dato sia dall'automazione dei movimenti meccanici sia dal controllo computerizzato degli schemi del disegno.